# 3-メトキシ-4-ヒドロキシフェニルグリコール
3-メトキシ-4-ヒドロキシフェニルグリコール(3-Methoxy-4-hydroxyphenylglycol, MHPG)は、ノルアドレナリンの代謝物質である。脳では、ノルアドレナリンの最も主要な代謝物質である。血液や脳脊髄液の中に放出されるため、血液検体中のMHPGは直近の交感神経系の活動の指標となる。
血液中や脳脊髄液中のMHPGの濃度の低さは神経性無食欲症やギャンブル依存症と関連しており、ノルアドレナリンがこれらの症状に役割を果たしていることを示唆している 。
|  |